# Another Country (film)
Another Country este un film artistic britanic din 1984, ecranizarea piesei omonime de teatru scrisă de Julian Mitchell. Filmul se bazează pe viața agentului dublu Guy Burgess, stabilit în anul 1951 în Uniunea Sovietică. 